# شهریارک بوگنویل
شهریارک بوگنویل (نام علمی: Monarcha erythrostictus) نام یک گونه از سرده شهریارک‌های اصلی است.